# Lennox Fyfe, Baron Fyfe of Fairfield
George Lennox („Len“) Fyfe, Baron Fyfe of Fairfield (* 10. April 1941 in Sauchie, Clackmannanshire; † 1. Februar 2011 in London) war ein britischer Politiker (Labour Party, Labour Co-operative), Wirtschaftsmanager und Life Peer.

## Leben und Karriere
Fyfe wurde am 10. April 1941 als Sohn von George Lennox Fyfe und Elizabeth Struthers Fyfe geboren. Er besuchte die Alloa Academy und das Co-operative College in Loughborough.
Von 1966 bis 1968 war er General Manager der Kirriemuir Co-operative Society und von 1968 bis 1971 Regional-Manager der Scottish Co-operative Society. Er war von 1972 bis 1975 Group General Manager der Co-operative Wholesale Society (CWS). Von 1975 bis 1995 er Chief Executive Officer bei der Leicestershire Co-operative Society; anschließend, nach einer Fusion, war er in derselben Position von 1995 bis 2000 bei der Midlands Co-operative Society tätig. 
1975 wurde er Vorstandsvorsitzender (Chairman) des Schuh-Einzelhandelsunternehmens Shoefayre, ein in den East Midlands ansässiges Unternehmen, welches zur CWS gehörte. Er war der jüngste Chief Executive Officer im wirtschaftlichen System der Handelsgenossenschaften in Großbritannien, als er CEO in den East Midlands wurde. In dieser Funktion vergrößerte und erneuerte er die bestehenden Läden und führte moderne Technologien und Warenwirtschaftssysteme ein. Er baute neue, moderne Ladenlokale, die er an die raschen Entwicklungen im Einzelhandel und an die Bedürfnisse der Verbraucher anpasste. Außerdem initiierte er die Schaffung von Outlets.
Von 1981 bis 2000 war er Direktor (Director) von Shoefayre Ltd, dabei von 1984 bis 2000 zusätzlich Vorstandsvorsitzender (Chairman). Zusätzlich war er von 1981 bis 2000 auch Direktor (Director) von CWS, dabei von 1986 bis 1989 zusätzlich als Stellvertretender Vorstandsvorsitzender (Vice-Chairman) und von 1989 bis 2000 als Vorstandsvorsitzender (Chairman). 
Bei der Co-operative Insurance Society Ltd war er von 1982 bis 2000 Direktor. Von 1986 bis 2000 war er Direktor der Co-operative Bank plc, zuvor von 1996 bis 2000 Stellvertretender Vorsitzender (Deputy Chairman). Von 1989 bis 2000 war er Mitglied des Central Committee der International Co-operative Alliance. 2001 war er Präsident des Co-operative Congress.
Er war auch Mitglied der Co-operative Commission, die von 2000 bis 2001 unter dem Vorsitz von John Monks, dem damaligen Generalsekretär des Trades Union Congress (TUC), zusammentrat. Die Monks-Commission war nach einem schriftlichen Aufruf an Tony Blair eingesetzt worden. Fyfe war einer der Unterzeichner des Aufrufs; in der Kommission galt er als einflussreich. Die Kommission setzte sich insbesondere mit der wirtschaftlichen Zukunft der CWS auseinander. Der Abschlussbericht enthielt 60 Empfehlungen, die CWS zu verbessern, darunter eine Vielzahl wirtschaftlicher Änderungsvorschläge. Nach diesem Bericht erlebte die CWS nach eigener Angabe eine „tiefgreifende Umstrukturierung des Geschäfts, Steigerung der Profitabilität und eine Förderung von Sozialleistungen“.

## Mitgliedschaft im House of Lords
Fyfe wurde am 16. Mai 2000 zum Life Peer als Baron Fyfe of Fairfield, of Sauchie in Clackmannanshire ernannt. Seine Antrittsrede im House of Lords hielt er am 18. Oktober 2000. Er war Mitglied mehrerer Unterausschüsse zur Europapolitik. Von 2000 bis 2003 war er Mitglied des EU Sub-Committee D, Environment, Agriculture, Public Health and Consumer Protection. Seit 2005 gehörte er dem EU Sub-Committee B, Internal Market an. 
Er unterstützte die Europäische Integration, die Rechte von Homosexuellen, ID-Cards und ein strengeres Asylrecht. Außerdem setzte er sich gegen die Fuchsjagd ein. Er beteiligte sich an zahlreiche Debatten, u. a. über das Transportwesen, den Einzelhandel und die Wirtschaft. Zuletzt meldete er sich am 16. März 2006 zu Wort. An einer Abstimmung nahm er zuletzt am 2. März 2010 teil.

## Ehrungen und weitere Ämter
Fyfe war von 1976 bis 1979 Mitglied des East Midlands Economic Planning Council. 
Von 1983 bis 1992 war er bei Central TV-East als Direktor (Director) tätig. Fyfe war Mitglied des Chartered Management Institute (CCMI). Bei der University of Leicester war er fast zehn Jahre Mitglied des Verwaltungsrates (Court). Bei der Unity Trust Bank war er von 2000 bis 2009 Vorstandsvorsitzender (Chairman). Er war Mitglied des Treuhandrates (Trustee) der Roy Castle Lung Cancer Foundation. 
Außerdem war er von 1972 bis 1975 Friedensrichter (Justice of Peace) in Perthshire. 

## Familie und Tod
Er heiratete 1965 Ann Clark, die 1999 starb. Sie hatten zwei Kinder, einen Sohn, der vor ihm starb, und eine Tochter, die die Eltern überlebte.
Fyfe starb am 1. Februar 2011 im Alter von 69 Jahren. Eine Trauerfeier fand am 11. Februar in Leicester statt.